# Onofre Agostini
Onofre Santo Agostini (Vacaria, 22 de março de 1940) é um político brasileiro filiado ao Partido Social Democrático (PSD).

## Biografia
Filho de Theodoro Agostini e Graciosa Fontana Agostini, junto de sua família Onofre veio para Santa Catarina aos 4 anos de idade e trabalhou dos 13 aos 17 anos como office-boy em dois escritórios de contabilidade em Curitibanos. Aos 18 anos prestou o Serviço Militar e quando voltou casou-se com Leoniza Carvalho Agostini, que o deixaria viúvo anos depois.

## Vida política
Em 1973, Onofre assumiu o cargo de prefeito de Curitibanos aos 33 anos de idade. Em 1978 candidatou-se a um cargo na Assembleia Legislativa de Santa Catarina, não sendo eleito. Em 1982 foi viver em Florianópolis, local pelo qual exerceu vários cargos públicos. Onofre assumiu em 1990 o cargo de deputado estadual, eleito em 1989 com 16.532 votos para a 12ª legislatura (1991 — 1995). Depois foi reeleito quatro vezes. Em 2001 e 2002 se tornou presidente da Assembleia Legislativa. Em dezembro de 2007 Onofre foi Secretário de Estado do Desenvolvimento Econômico Sustentável, lá ele ficou por dois anos e quatro meses. Em 2010 foi eleito com 90.691 votos para assumir o cargo de deputado federal na 54ª legislatura (2011 — 2015). No primeiro ano de seu mandato de deputado federal, Onofre declarou sua saída do Democratas para o Partido Social Democrático.

## Destaque
Onofre Agostini tem dirigido sua carreira aos direitos dos motoristas de ambulância. O deputado comunicou aos demais deputados federais que a canção “Anjos da Madrugada”, de autoria da cantora Paola Karime, seria o Hino Oficial dos Motoristas de Ambulância do Brasil. Foi eleito em 2013, pela revista Veja, no ranking dos melhores deputados do Brasil, o melhor deputado Federal da Câmara dos Deputados. O ranking dos parlamentares é feito anualmente por VEJA desde 2011, com a colaboração do Núcleo de Estudos sobre o Congresso (Necon), do Instituto de Estudos Sociais e Políticos da Universidade do Estado do Rio de Janeiro (Iesp-Uerj).